# Big Four (indiska ormar)
Big Four kallas de fyra giftormar, som orsakar de flesta allvarliga betten på människor i Indien och södra Asien.
Ormarna är: 
1 Indisk kobra, Naja naja.

2 Vanlig krait, Bungarus caeruleus.

3 Russells huggorm, Daboia russelii.

4 Sandrasselhuggorm, Echis carinatus.

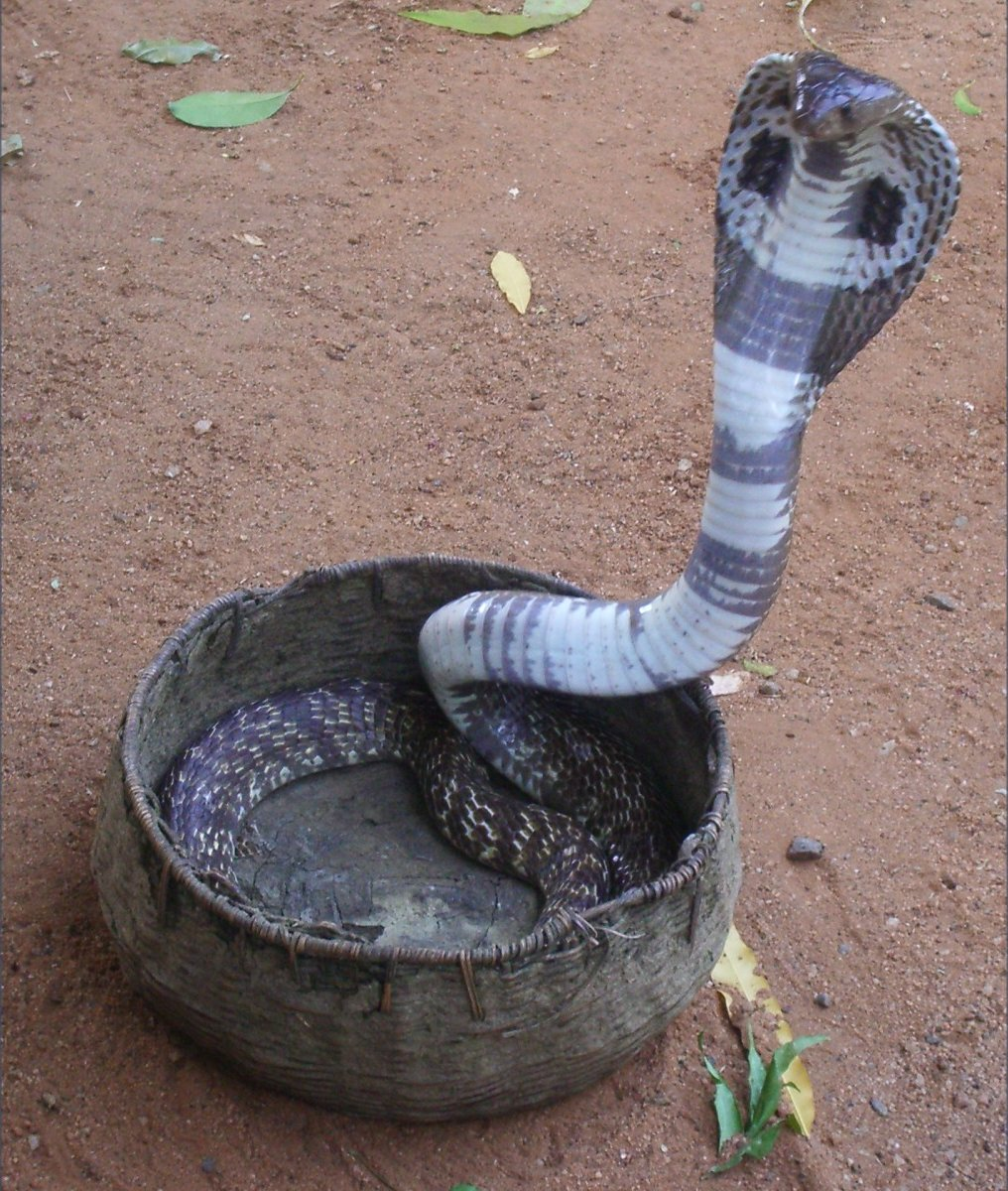
Naja naja, Glasögonorm.
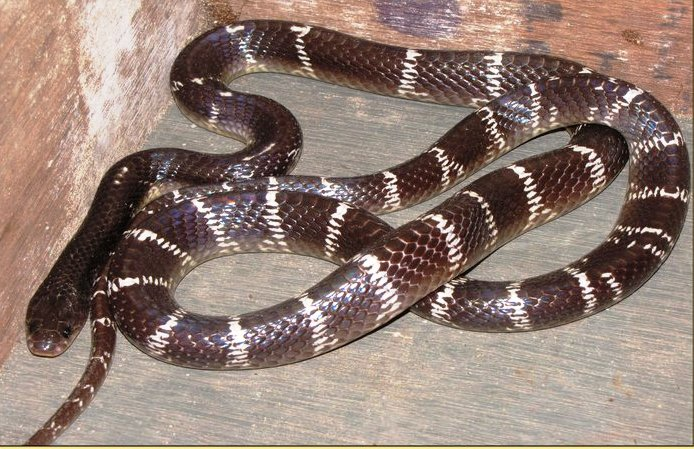
Bungarus caeruleus, vanlig krait.
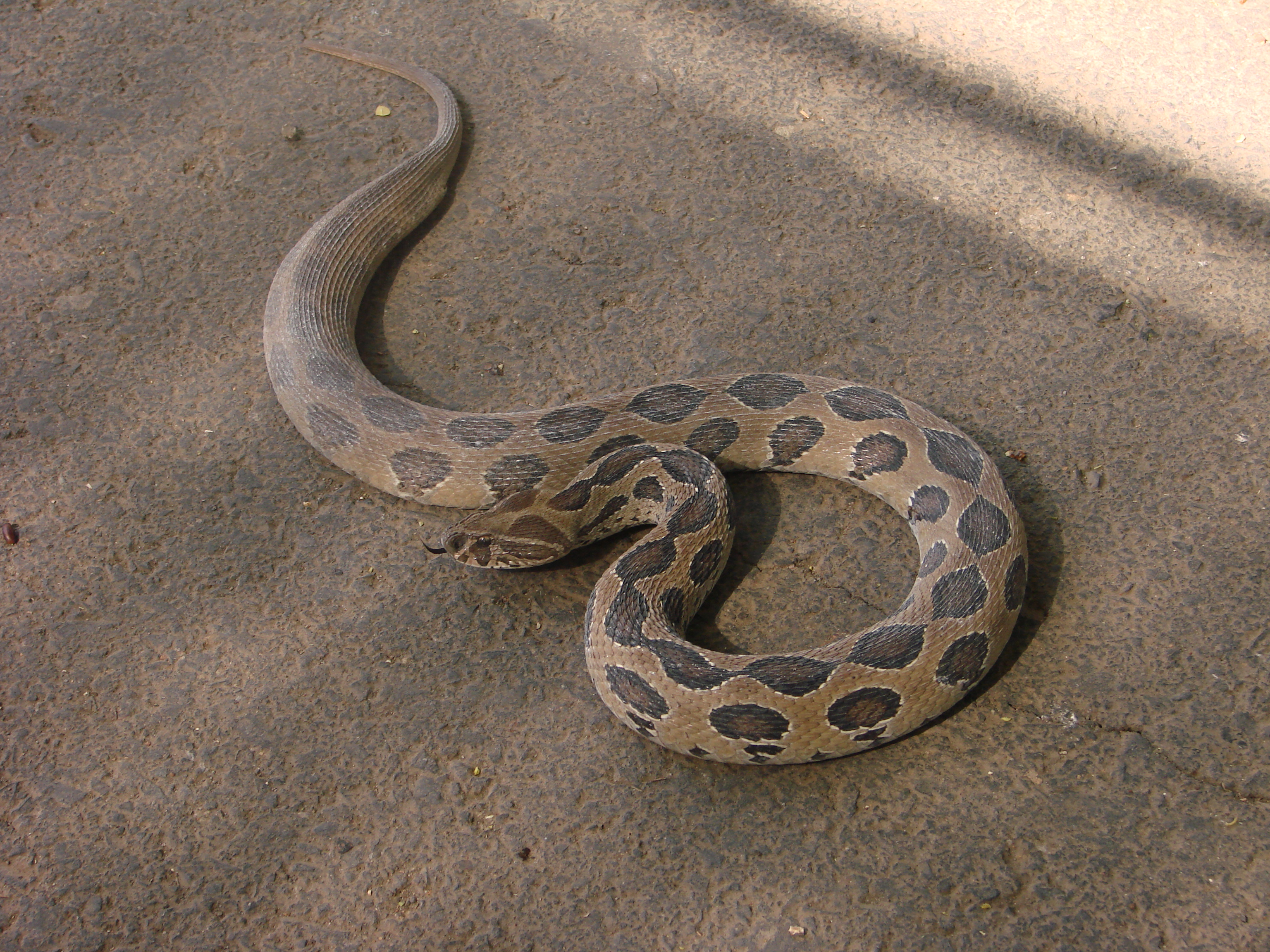
Daboia russelii, Russells huggorm.
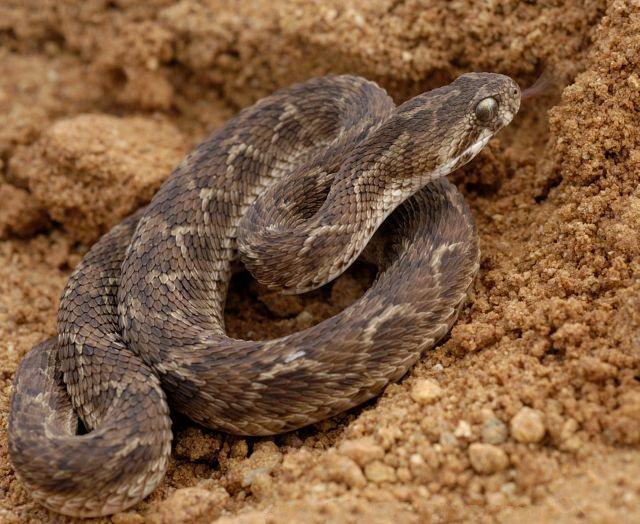
Echis carinatus, Sandrasselhuggorm.

## Behandling
Det finns numera ett serum, som innehåller motgift mot alla dessa fyra ormar i samma dos. Detta serum finns väl distribuerat över Indien, och räddar många liv varje år.